# Епархија швајцарска
Епархија швајцарска (њем. Diözese von der Schweiz) је епархија Српске православне цркве. Надлежни архијереј је епископ Андреј (Ћилерџић).
Настала је поделом бивше Епархије аустријско-швајцарске 2024. године